# Sant Joan de Sispony

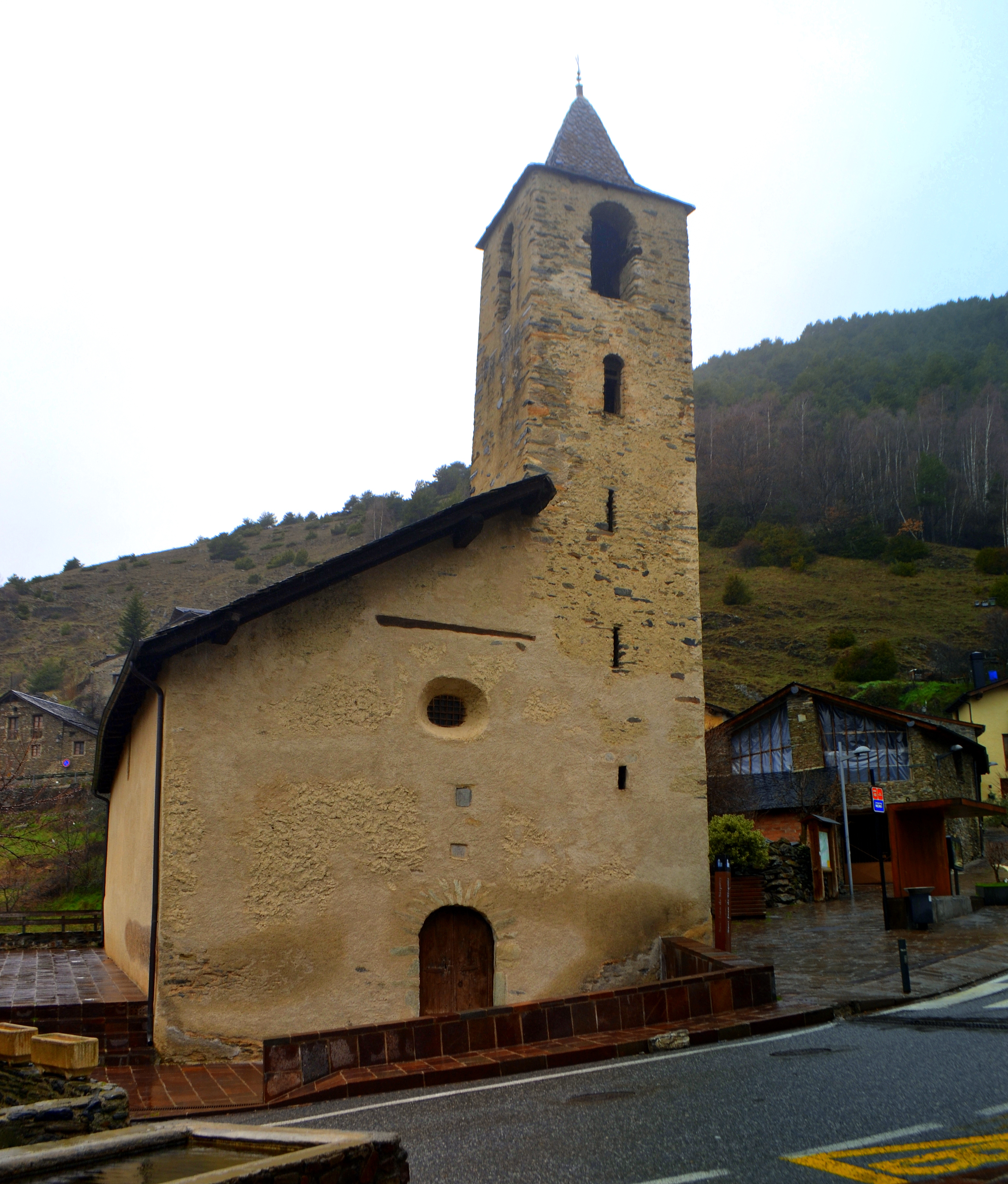

Sant Joan de Sispony ist eine Kirche aus der Barockzeit in der Stadt Sispony in der andorranischen Gemeinde La Massana.
Die Kirche wurde 1641 gebaut und ersetzte die alte romanische Kirche Sant Joan Vell, die sich am Ausgang der Stadt in der Nähe des Friedhofs befindet, von der nur noch einige Überreste zu erkennen sind.
Die Kirche San Juan de Sispony hat einen rechteckigen Grundriss, der 16 Meter lang und 9,3 Meter breit ist. An der Westfassade befindet sich ein kleiner viereckiger Raum, der für eine Sakristei bestimmt ist. Die Eingangstür der Kirche öffnet sich an der Ostfassade und besteht aus einem klassischen Torbogen, die den Zugang zum Kirchenschiff ermöglicht, in dem sich ein mit Gips versetztes hölzernes Tonnengewölbe befindet.
Der 17 Meter hohe Glockenturm der Kirche ist in das Kirchenschiff integriert, in seiner nordöstlichen Ecke hat er einen quadratischen Grundriss mit fünf Stockwerken.
Zwischen 1987 und 1993 wurden umfangreiche Restaurierungsarbeiten an dem Kulturdenkmal durchgeführt.